# Martin Ebon
Martin Ebon (geboren als Hans Martin Schwarz 27. Mai 1917 in Hamburg; gestorben am 11. Februar 2006 in Las Vegas) war ein US-amerikanischer Schriftsteller und Parapsychologe, der aus Deutschland emigriert war.

## Leben

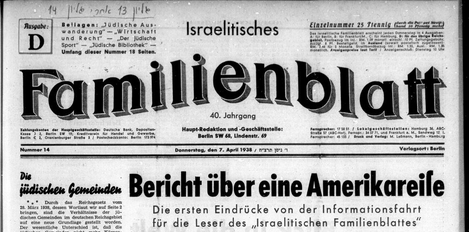
Schwarz fährt im Auftrag der Zeitung in die USA

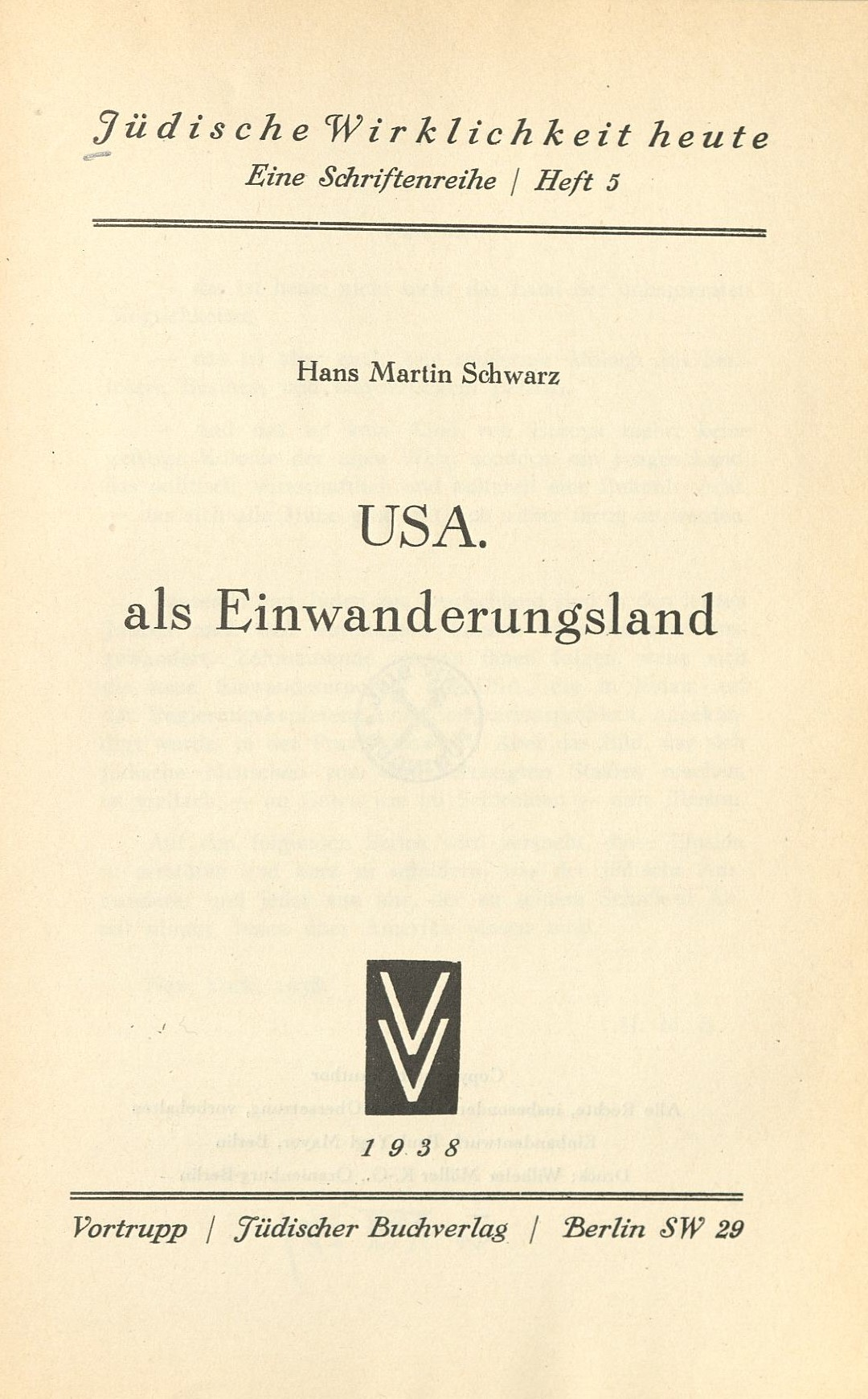
USA als Einwanderungsland (1938)

Hans Martin Schwarz war ein Sohn des Industriellen Julius Schwarz und der Martha Ludwig, er hatte eine Schwester. Nach der Machtergreifung der Nationalsozialisten konnte er noch für das Israelitische Familienblatt schreiben und veröffentlichte zwei kleine belletristische Bücher in einem jüdischen Verlag. Schwarz emigrierte 1938 in die USA und nannte sich nun Martin Ebon. Er wurde Soldat der US Army und wurde ins United States Office of War Information abgeordnet. Nach dem Krieg arbeitete und publizierte er in verschiedenen Funktionen, so war er zunächst bei der Foreign Policy Association angestellt und wurde 1948 Redaktionsmitglied des linken politischen Magazins Partisan Review. Zu Beginn des Kalten Krieges veröffentlichte er im Januar 1948 sein erstes Sachbuch auf Englisch: World Communism Today. Er arbeitete 1950/52 als Buchhalter beim Werbeunternehmen Hill & Knowlton. Im Korea-Krieg 1953 arbeitete er in der United States Information Agency. Ebon war wiederholt Lehrbeauftragter an der New School. Später war er kurzzeitig 1971/72 auch Herausgeber des Buchprogramms der Playboy Press. Ebon heiratete 1949 Chariklia S. Baltazzi, sie hatten einen Sohn.
Ebon engagierte sich in parapsychologischen Kreisen. 1953 bis 1965 war er Sekretär der Parapsychology Foundation, 1953–1962 Redakteur der Zeitschrift Tomorrow, 1959–1965 des International Journal of Parapsychology, 1966–1969 der Spiritual Frontiers. 1966/67 fungierte er als Berater der „Foundation for Research in the Nature of Man“. 1966 bis 1981 war Ebon mitarbeitender Redakteur für parapsychologische Themen der New American Library.
Ebon war Autor oder Herausgeber von mehr als siebzig Büchern. Zudem hielt er Vorträge zu Themen der Parapsychologie.

## Schriften (Auswahl)

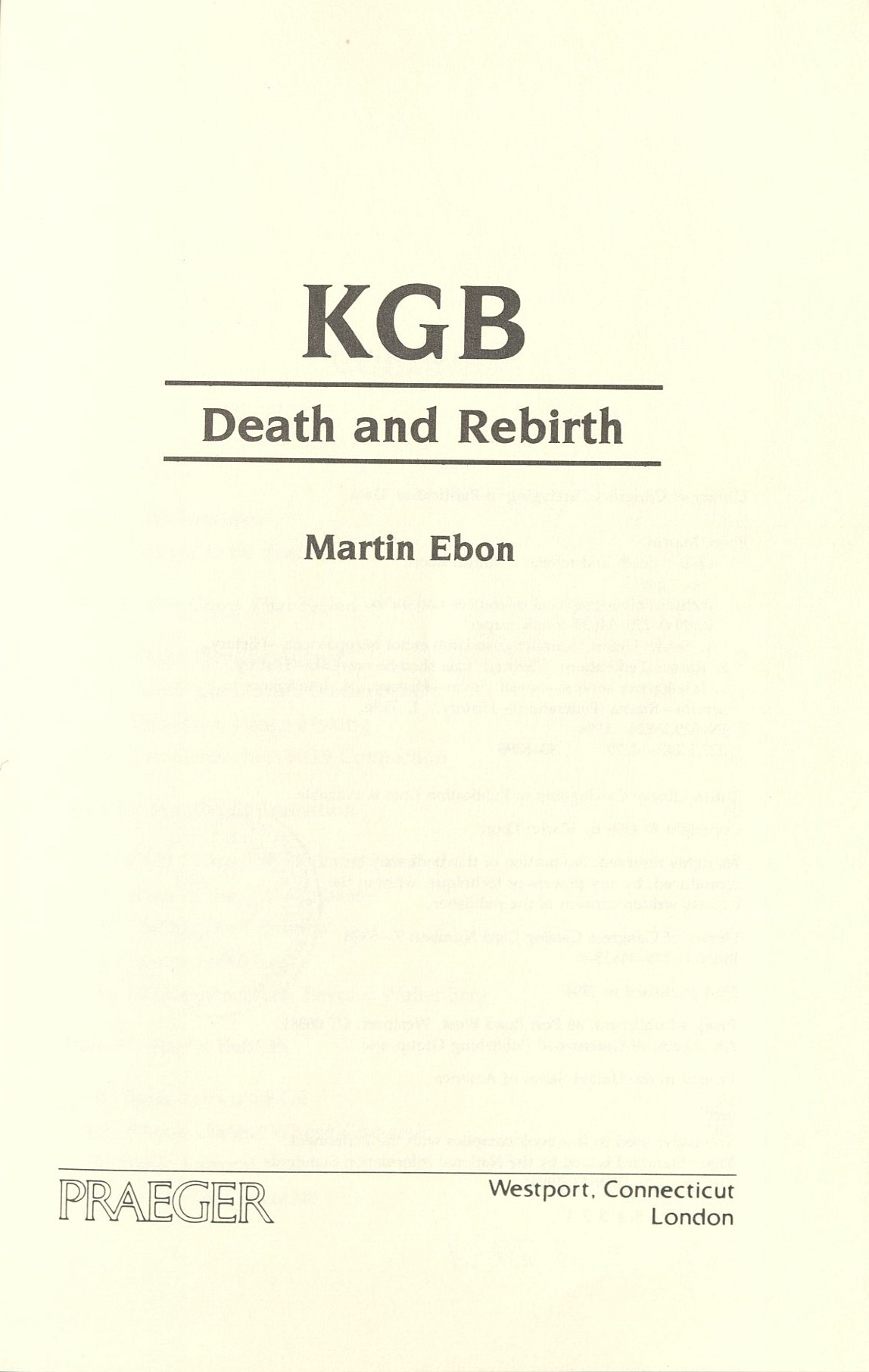
KGB (1994)

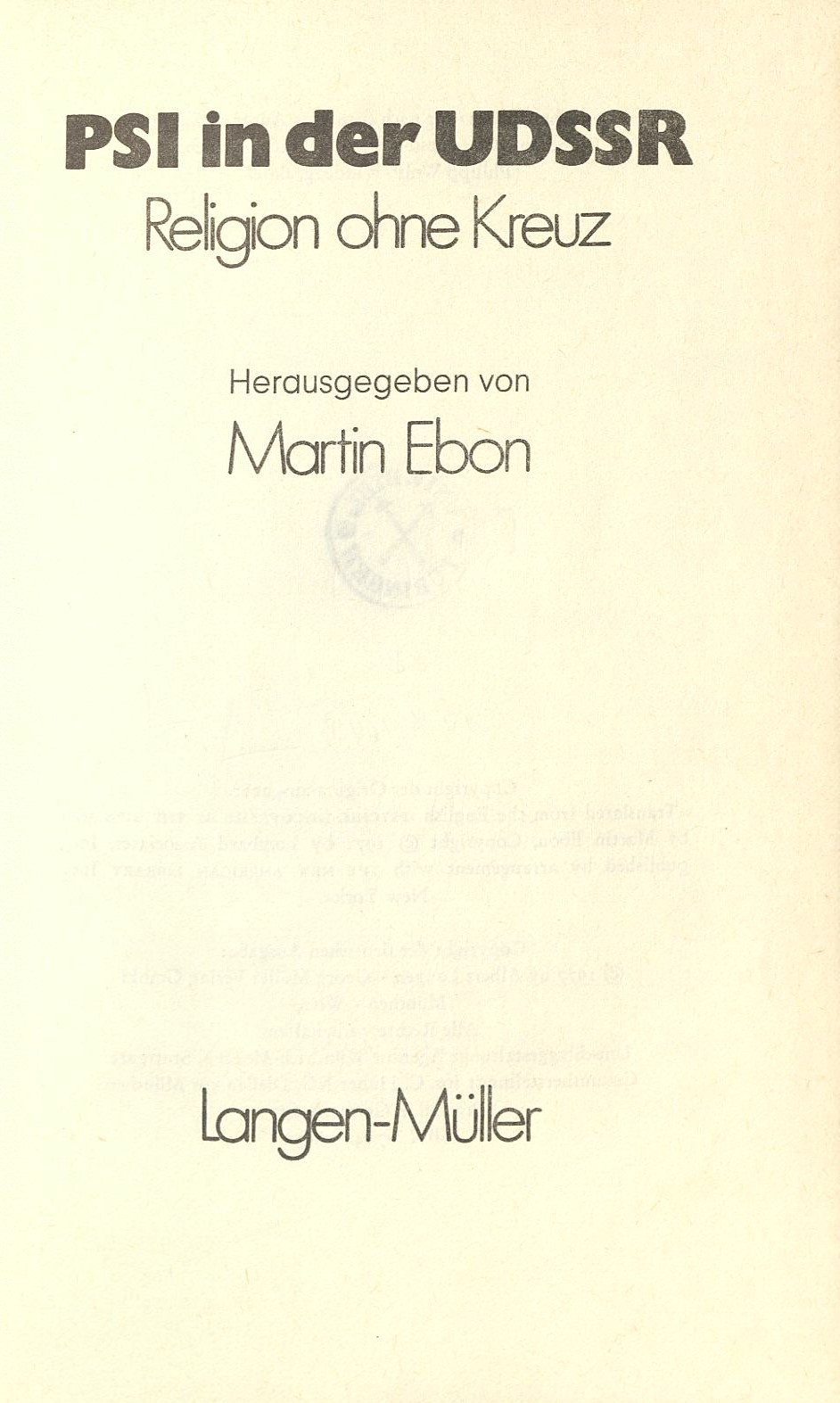
Herausgeber: PSI in der UdSSR (1977)

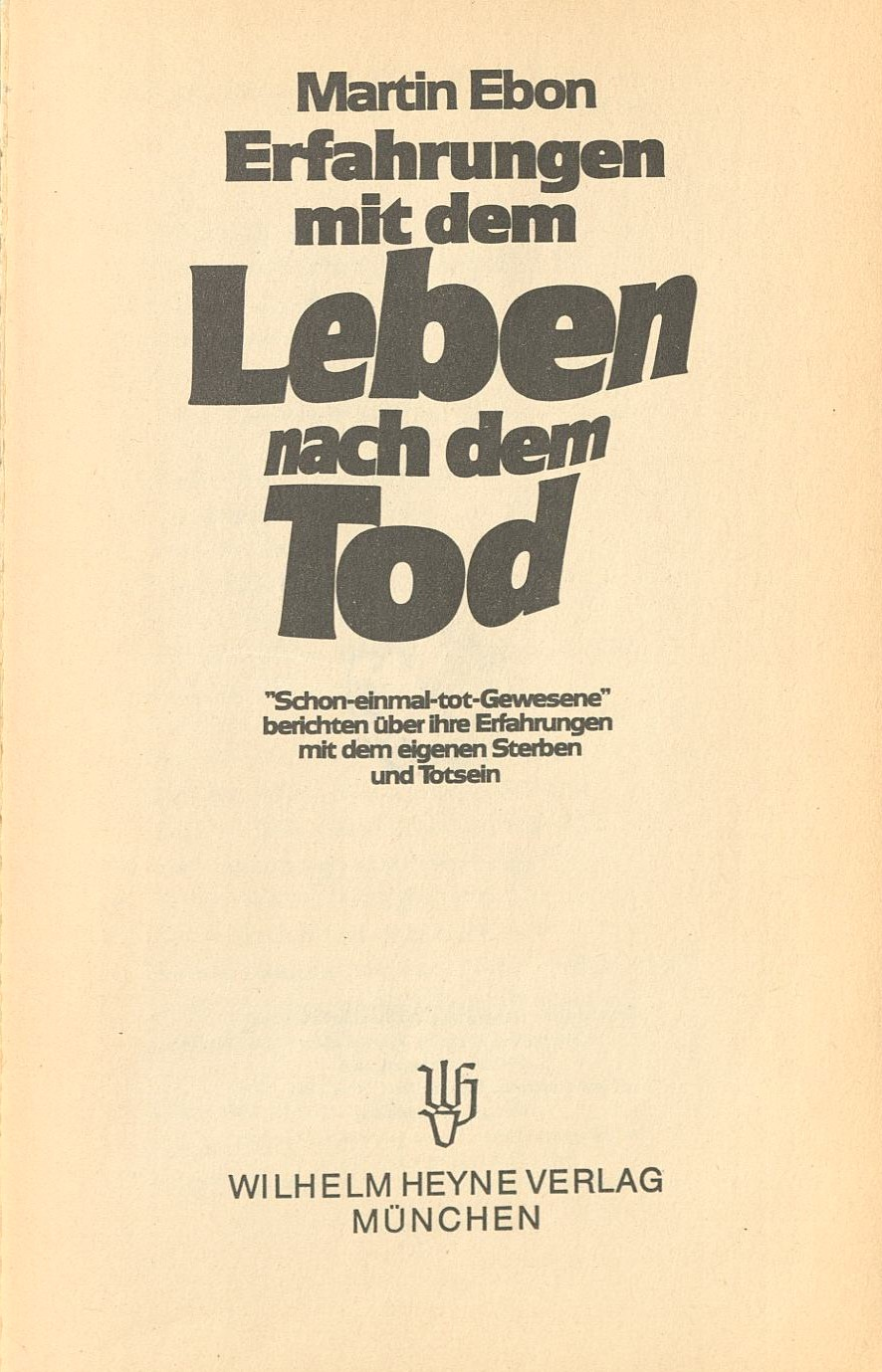
Leben nach dem Tod (1977)

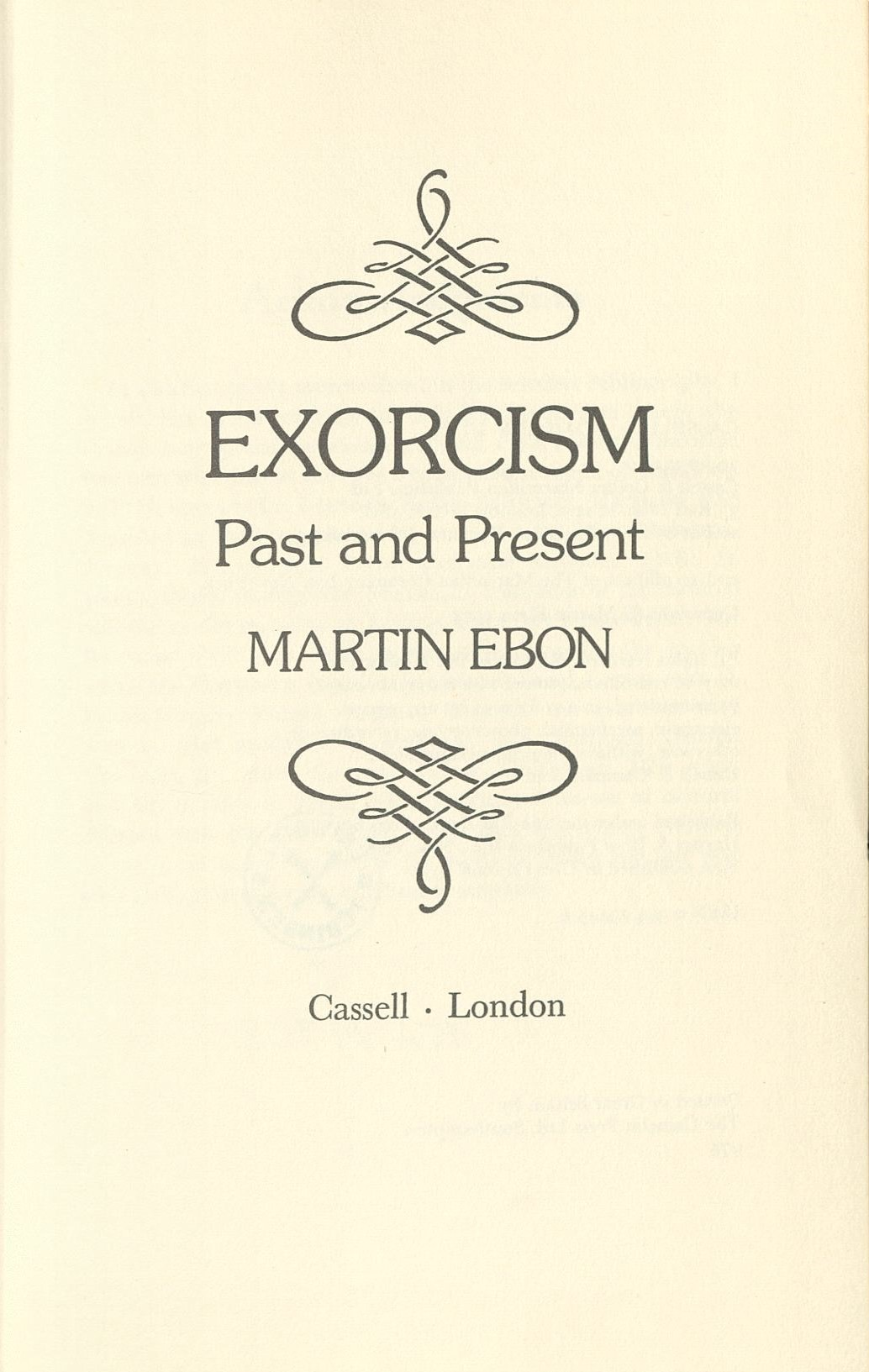
Exorcism (1974)

- Einer wie Du und Ich: Eine Jugenderzählung aus unseren Tagen. Textzeichnungen Walther Frankenthal. Berlin: Jüdischer Buch- und Zeitschriften-Verlag Alter, 1937 DNB
- Heiteres, Besinnliches, Nachdenkliches. 1937
- Sportliche Jugend, in: Der Morgen. Berlin : Philo-Verlag, Heft 5 (August 1936), S. 203–205 (Online-Ausgabe: Frankfurt am Main : Universitäts-Bibliothek, 2003)
- USA als Einwanderungsland. Jüdische Wirklichkeit heute; H. 5. Berlin: Vortrupp, Jüd. Buchverlag, 1938 (Online-Ausgabe: Leipzig : Dt. Nationalbibliothek, 2013)
- World communism today. Whittlesey House, 1948
- Malenkov: Stalin's Successor. McGraw-Hill, 1953
- Svetlana: The Story of Stalin's Daughter. New American Library, 1967
  - Die zwei Leben der Swetlana. Übersetzung Hans Benedict. Wien: Molden, 1968
- Prophecy in Our Time. New American Library, 1968
  - "Die Titanic wird untergehen und Kennedy getötet werden ..." Übersetzung Rosemarie Deepner. München: Langen-Müller, 1974
  - Können wir in die Zukunft sehen? Prophezeiungen wurden wahr. Herbig, 1984, Neuausgabe
- The Making of a Legend. Universe Books, 1969
- Lin Pao: The Life and Writings of China's New Ruler. Stein & Day, 1970
- Witchcraft Today. New American Library, 1971
- Every Woman's Guide to Abortion. Universe Books, 1971
- They Knew the Unknown. World Publishing, 1971
- Psychic Discoveries by the Russians. New American Library, 1971
  - PSI in der UdSSR : Religion ohne Kreuz. Übersetzung Philipp Wolff-Windegg. München: Langen-Müller, 1977
- The Truth about Vitamin E. Bantam, 1972
- Eric Ward (Pseudonym), Ursula Russell: The President's Daughter. Roman. Bantam, 1973
- The Devil's Bride: Exorcism, Past and Present. Harper, 1974
- The Essential Vitamin Counter. Bantam, 1974
- Which Vitamins Do You Need? Bantam, 1974
- Saint Nicholas. Life and Legend. Harper, 1975
- (Hrsg.): The Amazing Uri Geller. Signet, 1975
- The Satan Trap: Dangers of the Occult. Doubleday, 1976
- The Relaxation Controversy. New American Library, 1976
- What's New in ESP? Pyramid, 1976
  - Neue Beweise der ASW-Forschung. Übersetzung Helmut Willmann. München: Goldmann, 1982
- Doomsday! How the World will end and when. New American Library, 1977
- Maharishi - The Founder Of Transcendental Meditation. His Life. His Teachings. His Impact. New American Library, 1977
- Das Rätsel des Bermuda-Dreiecks. Heyne, 1977
- The Evidence for Life after Death. New American Library, 1977
  - Erfahrungen mit dem Leben nach dem Tod : "Schon-einmal-tot-Gewesene" berichten über ihre Erfahrungen mit dem eigenen Sterben und Totsein. Übersetzung Leni Sobez. München: Heyne, 1977
- Atlantis, the new evidence.
  - Atlantis, neue Beweise. Übersetzung Leni Sobez. München: Heyne, 1978
- Psychic Warfare: Threat or Illusion? 1983
- Cloning of man: brave new hope … or horror?
  - An der Schwelle zur schönen neuen Welt, der Mensch aus der Retorte. Übersetzung Jochen Lotsch. München: Heyne, 1982
- The Andropov File: the life and ideas of Yuri V. Andropov, General Secretary of the Communist Party of the Soviet Union. McGraw-Hill, 1983
- Nikita Khrushchev. Chelsea House, 1986
- The Soviet Propaganda Machine. McGraw-Hill, 1987
- KGB: Death and Rebirth. Praeger, 1994